# 森正明 (ギタリスト)
森 正明（もり まさあき、1960年〈昭和35年〉4月10日 - ）は、日本の作曲家・編曲家・ギタリスト。山形県出身。

## 経歴
大学在学中から、ハードロックにのめり込み、卒業後はバックバンド、編曲家、音楽雑誌のライターとして活動。
1989年、ビリーバンバンのバックでリードギターを担当するようになる。それからは、森山良子、杉田二郎、山本潤子、マイク眞木等と共演し、小椋桂、岡崎律子等のアルバムに参加する傍ら、2000年にはソロアルバム『ルート812』を発売、「ニュースステーション」「世界の車窓から」などで使用される。 
代表作は2007年11月リリース、ビリーバンバン「また君に恋してる」（2009年坂本冬美がカバー）。「好きだなんて言えなかった」（2021年、野口五郎と岩崎宏美のデュエット）。ギタリストとして、様々なアーティストのプロデュース・作曲提供等で活動中。